# Pierwomajskij (pierwomajskoje sielskoje posielenije)
Pierwomajskij (ros. Первомайский) – osiedle w Rosji, w Kraju Krasnodarskim, w rejonie kuszczowskim. W 2010 liczyło 1971 mieszkańców.